# مدرسة المهندسين بجامعة تولون
مدرسة المهندسين بجامعة تولون (بالفرنسية: École d'ingénieurs de l'université de Toulon) أو سيتيك (SeaTech) هي واحدة من 204 مدرسة فرنسية للمهندسين. تأسست المدرسة في عام 2014 من خلال اندماج معهد العلوم الهندسية في تولون وفار (ISITV) ومعهد باريس العالي للميكانيكا بتولون (Supméca). تقع المدرسة في لا غارد في إقليم الفار، داخل حرم جامعة تولون.
تقوم المدرسة بتدريب المهندسين العموميين في مجال العلوم والتكنولوجيا البحرية. تقوم بشكل أساسي بقبول طلابها المهندسين بعد الأقسام التحضيرية للمدارس العليا في المنافسة المشتركة بين المعاهد الوطنية للفنون التطبيقية (CCINP).
المدرسة شريكة لمعهد غرينوبل للتقنية التابع لمجموعة المعاهد الوطنية للفنون التطبيقية في فرنسا. ومنذ إنشائها، كانت تابعة لشبكة بوليميكا.

## التاريخ
- 1991: إنشاء معهد العلوم الهندسية بتولون وفار.
- 1994: تم إنشاء فرع معهد باريس العالي للميكانيكا في تولون.
- 2003: إنشاء تكوين للمهندسين من خلال التدريب المهني من خلال معهد العلوم الهندسية.
- 2010: تعلن المدرستان عن مشروع اندماجهما وطموحهما لإنشاء مدرسة تركز على علوم وتكنولوجيا البحار.
- 2013: تم تدشين المبنى الجديد الواقع داخل حرم جامعة تولون.
- 2014: اندماج المؤسستين، والبداية الأولى لكلية الهندسة سيتيك[5] (دفعة 2017).
- 2015: تم انتخاب إريك مورو كأول مدير للمدرسة.
- 2016: توقيع اتفاقية شراكة مع مجموعة نافال وشركة الإنشاءات الصناعية المتوسطية، وبالتالي تعزيز روابطهما في مجالات التكوين والتوظيف والتعاون العلمي والتكنولوجي والبحث.
- 2017: توقيع اتفاقيات شراكة مع رابطة فار كورس الإقليمية لمدققي معهد دراسات الدفاع الوطني المتقدمة [6] وسوبرا ستيريا. أصبحت المدرسة شريكة لمعهد غرينوبل للتقنية.

## التدريس
تقدم المدرسة تدريبًا هندسيًا معتمدًا  من قبل لجنة الألقاب الهندسية في المجالات التالية: الهندسة البحرية، المواد، الميكانيكا، الروبوتات، النمذجة، علوم النظم والبيانات والمعلومات.

### مسار التكوين الأولي
يتم التدريب على مدى ثلاث سنوات مع اتباع نهج يجمع بين التخصصات المتعددة والتخصص.
تعتمد السنة الأولى على جذع مشترك مع التعليم العام (الرياضيات، الفيزياء، الإلكترونيات، تكنولوجيا المعلومات، اللغات، الإدارة، الاتصالات، إلخ) مما يوفر أساسيات التدريب الهندسي.
سيتم اختيار الوحدات الاختيارية (اثنتان في السنة الثانية، وواحدة في السنة الثالثة) بشكل مستقل عن الدورة. توفر هذه فرصة حقيقية للطلاب لاكتساب المعرفة المتخصصة (الهندسة البحرية، والسوق المالي، وانتقال الحرارة، والتنمية الاقتصادية، وما إلى ذلك) والمعرفة المتقدمة في استخدام البرمجيات (ماتلاب، لاتخ، إلخ). هناك أيضًا وحدة "الدفاع الأمني" التي تسمح للطلاب بمتابعة دورة يقدمها متحدثون من رابطة فار كورسيكا الإقليمية حول موضوعات الأمن السيبراني وأنظمة التسلح والذكاء الاقتصادي والاستخبارات المدمجة. ويُمنح الطلاب الذين درسوا هذه الوحدة دبلومًا.
سيتم تنفيذ المشاريع الدراسية ذات التعقيد المتزايد كل عام، مما يسمح للطلاب بمواجهة القضايا الصناعية أو البحثية.
يكمل الطلاب أيضًا 3 دورات تدريبية خلال الدورة.

## القبول

### مسار التكوين الأولي
يتم قبول الطلاب المهندسين بعد عامين من الحصول على البكالوريا، وذلك بشكل رئيسي بعد فصل تحضيري علمي في المنافسة المشتركة بين المعاهد الوطنية داخل القطاعات:
- الفيزياء والعلوم الهندسية (PSI)
- الرياضيات والفيزياء (MP)
- الفيزياء والكيمياء (PC)
- الفيزياء والتكنولوجيا (PT)
- التكنولوجيا الفيزيائية والكيميائية (TPC)
- التكنولوجيا والعلوم الصناعية (TSI)
- شهادة الدراسات الجامعية العامة (L2)
- الدورة التحضيرية للمعهد الوطني للفنون التطبيقية

الطريقة الأخرى للقبول هي القبول باللقب. يتم تنظيمه عن طريق ملف ومقابلة للمرشحين من قطاع، كلاسيكي أو معزز، في العلوم والتكنولوجيا، مثل الليسانس أو الدورة التحضيرية للتكيف الفني العالي أو شهادة الدراسات الجامعية في التكنولوجيا.

#### الدورة التحضيرية
يمكن لحاملي البكالوريا الجدد دمج الرخصة المعززة ضمن UFR للعلوم والتقنيات بجامعة طولون في الملف. هناك 3 تراخيص اختيارية مع دورات إضافية. يمكن أن يسمح هذا الترخيص المعزز أيضًا بالوصول إلى كليات الهندسة الأخرى الموجودة في الملف.

### طريقة التعلم
يتم تعيين المتدربين بعد شهادة الدراسات الجامعية في التكنولوجيا وشهادة التقني العالي في التخصصات الصناعية في تخصصات الميكانيكا والمواد والقياسات الفيزيائية أو الكيمياء.

## دبلوم مزدوج

### المؤسسات الفرنسية
تتيح عضوية المدرسة في شبكة بوليميكا للطلاب إمكانية الحصول على دبلوم مزدوج عن طريق دراسة السنة الثانية والثالثة في إحدى مدارس الشبكة، أو إجراء تبادل في العام الأخير.

### المؤسسات الأجنبية
يتم توقيع اتفاقيات مع جامعات أجنبية مختلفة  حيث يقضي الطلاب سنتهم النهائية من أجل الحصول على درجة مزدوجة، أو قضاء فصل دراسي أو فصلين دراسيين في السنة النهائية كجزء من تبادلات إيراسموس:
- جامعة كرانفيلد (إنجلترا)
- مدرسة البوليتكنيك في ساو باولو (البرازيل)
- هوششولي اسلنغن  [لغات أخرى]‏ (ألمانيا)
- المدرسة الوطنية للصناعات المعدنية (المغرب)
- جامعة شيربروك (كندا)
- جامعة لافال (كندا)
- جامعة كيبيك (كندا)
- بوليتكنيك مونتريال (كندا)
- البوليتكنيك في تورينو (إيطاليا)
- جامعة غدينيا البحرية  [لغات أخرى]‏ (بولندا)
- الجامعة النرويجية للعلوم والتكنولوجيا (النرويج)
- جامعة يلدز التقنية (تركيا)
- جامعة البوليتكنيك في كاتالونيا (إسبانيا)
- جامعة العلوم والتكنولوجيا في هانوي (فيتنام)

## المذكرات و المراجع
1. ↑  "Rapport de mission d'audit" (PDF). https://www.cti-commission.fr. اطلع عليه بتاريخ 25 janvier 2023. {{استشهاد ويب}}: تحقق من التاريخ في: |تاريخ الوصول= (مساعدة) وروابط خارجية في |موقع= (مساعدة)
2. ↑  "SeaTech est désormais école partenaire de Grenoble INP, groupe (...) - SeaTech". seatech.univ-tln.fr. مؤرشف من الأصل في 2023-09-05. اطلع عليه بتاريخ 2017-12-22.
3. ↑  Toulon، Université de. "[CP] SeaTech et Grenoble INP : quand la montagne rencontre la mer (...) - Université de Toulon". www.univ-tln.fr. مؤرشف من الأصل في 2023-09-05. اطلع عليه بتاريخ 2017-12-22.
4. ↑  INP، Grenoble (14 décembre 2017). "SeaTech et Grenoble INP : quand la montagne rencontre la mer !". Grenoble INP. مؤرشف من الأصل في 2023-09-06. اطلع عليه بتاريخ 22 décembre 2017. {{استشهاد بدورية محكمة}}: تحقق من التاريخ في: |تاريخ الوصول= و|تاريخ= (مساعدة)
5. ↑  "Dossier de presse, Université de Toulon, 2014" (PDF). مؤرشف من الأصل (PDF) في 2023-09-05.
6. ↑  "Signature convention de partenariat entre SEATECH et AR IHEDN Var et Corse" (بالفرنسية). Archived from the original on 2023-09-05. Retrieved 13 février 2019. {{استشهاد ويب}}: تحقق من التاريخ في: |تاريخ الوصول= (help)
7. ↑  "Avis n° 2017/06-05 relatif à l'accréditation de l'Université de Toulon, École d'ingénieurs de l'Université de Toulon (EIUT) à délivrer un titre d'ingénieur diplômé" (PDF). مؤرشف من الأصل (PDF) في 2023-09-05.
8. ↑  "SeaTech se rapproche de la défense nationale - SeaTech". www.seatech.fr (بالفرنسية). Archived from the original on 2023-09-05. Retrieved 2017-09-27.
9. ↑  "Remise des diplômes aux étudiants de 3ème année SEATECH ayant suivi l'enseignement électif Défense et sécurité nationale". مؤرشف من الأصل في 2023-09-05. اطلع عليه بتاريخ 13 février 2018. {{استشهاد ويب}}: تحقق من التاريخ في: |تاريخ الوصول= (مساعدة)
10. ↑  "Avis n° 2017/06-05 relatif à l'accréditation de l'Université de Toulon, École d'ingénieurs de l'Université de Toulon (EIUT) à délivrer un titre d'ingénieur diplômé" (PDF). 11 juillet 2017. ص. 2. مؤرشف من الأصل (PDF) في 2023-09-05. اطلع عليه بتاريخ 26 juillet 2017. {{استشهاد ويب}}: تحقق من التاريخ في: |تاريخ الوصول= و|تاريخ= (مساعدة)

## روابط خارجية
- http://www.seatech.fr